# Пембрук Париш
Пембрук Париш (на английски: Pembroke Parish) е един от деветте окръга (parishes) на задморската територия на Великобритания, Бермудските острови. Името му е дадено в чест на английския аристократ Уилям Хърбърт, 3-ти граф Пембрук. Населението на окръга е 10 610 души (2010).

## География
Той заема голяма част от територията на малък полуостров в центъра на северното крайбрежие на главния остров от Бермудските острови и обкръжава от три страни столицата Хамилтън, докато четвъртата страна мие своите брегове в Карибско море. Очертанията на Пембрук имат някои сходства с бившото графство Пембрукшър в Уелс. Полуостровът се вклинява на източната страна на Грейт Саунд, голяма водна повърхност, доминираща над географията на западните Бермуди. На изток Пембрук граничи с окръг Девъншър. Цялата площ на окръга съставлява 4,7 км².

## Забележителности
Сред природните паметници в Пембрук е променадата Спениш Пойнт – специална част в западен Пембрук, предназначена за разходка и наблюдение. Пойнт Шеърсе шикозно и тузарско място за отдих, разположено на малък полуостров в югозапдната част на Пембрук. Там се намират редица луксозни къщи, които могат да бъдат наети, а някои от тях дори разполагат с яхти.
Сред другите забележителности на Пембрук са Форт Хамилтън и Правителственият дом на губернатора на Бермуда.
На 11 май 1999 г. блатата Пембрук Марш Ийст (Pembroke Marsh East) са включени в числото на водно-блатистите земи, с международно значение в рамките на Рамсарската конвенция.

## Спорт
Окръгът е дом на футболния отбор играещ в първата дивизия на Бермудските острови, настоящ шампион на страната (2016/17 г.) – „Робин Худ“ на „Данди Таун Хорнетс“ и „Булевард Блейзърс“.